# GainJet Aviation
GainJet Aviation (GainJet Aviation S.A) è una compagnia aerea charter privata e società di gestione con sede ad Atene, in Grecia.

## Storia
GainJet ha iniziato le operazioni nell'aprile 2006, dopo aver acquisito il suo certificato di operatore aereo EU-OPS-1, consentendo alla compagnia di operare commercialmente in tutto il mondo. La flotta executive di GainJet offre velivoli per servizi charter governativi, aziendali e individuali, mentre il suo servizio di gestione le consente di operare la manutenzione sui propri aerei. La sua rete comprende anche un ufficio vendite a Londra, Regno Unito, all'aeroporto di Heathrow. Il Boeing 757 di GainJet ha volato con la nazionale di calcio inglese per la Coppa del Mondo in Russia il 12 giugno 2018. L'8 luglio 2019, ha riportato a casa la squadra nazionale di calcio femminile degli Stati Uniti dopo aver vinto la Coppa del Mondo femminile FIFA 2019 a Lione, Francia.

## Flotta
A dicembre 2022 la flotta di GainJet Aviation è così composta: